# Mongkaing
Mongkaing är en kommun i Myanmar.   Den ligger i regionen Shanstaten, i den centrala delen av landet, 260 km nordost om huvudstaden Naypyidaw. Antalet invånare är 85 436.